# Majar (Indonesië)
Majar is een bestuurslaag in het regentschap Ogan Komering Ulu Selatan van de provincie Zuid-Sumatra, Indonesië. Majar telt 466 inwoners (volkstelling 2010).